# دونالد برامفيلد
دونالد برامفيلد (بالإنجليزية: Donald Brumfield)‏ هو فارس أمريكي، ولد في 24 مايو 1938 في نيشلسفيل في الولايات المتحدة.